# Matheus Alves
Matheus Alves Leandro (* 19. Mai 1993 in Minas Gerais) ist ein brasilianischer Fußballspieler.

## Karriere
Das Fußballspielen lernte Matheus Alves Leandro in der Jugend vom brasilianischen Traditionsclub Fluminense in Rio de Janeiro. Hier unterschrieb er auch 2013 seinen ersten Vertrag. Während der Zeit wurde er an verschiedene Vereine ausgeliehen. Die erste Ausleihe von 2013 bis 2014 erfolgte nach Frankreich, wo er beim FC Istres spielte. Der Verein spielte in der zweiten französischen Liga, der Ligue 2. Nach der Saison musste man den Weg in die Drittklassigkeit antreten und man stieg in die National (D3) ab. 2015 wurde er an den finnischen Verein FC Lahti ausgeliehen. Der Verein, beheimatet in Lahti, spielte in der ersten Liga des Landes, der Veikkausliiga. Nach einem Jahr in Skandinavien wechselte er nach Südkorea und spielte für Gangwon FC in der zweiten Liga, der K League 2. In 35 Spielen schoss er elf Tore. 2017 ging er nach Malaysia und lief für Pahang FA auf. Der Verein spielte in der zweiten Liga, der Malaysia Premier League. Nach Beendigung seines Vertrags mit Fluminense unterschrieb er 2018 einen Vertrag beim südkoreanischen Verein Suwon FC. Der Verein spielte in der zweiten Liga und ist in Suwon beheimatet. Nach 13 Spielen wechselte er Mitte 2018 auf Leihbasis nach Thailand, wo er einen Vertrag beim Erstligisten Chonburi FC in Chonburi unterschrieb. 2019 unterschrieb er einen Vertrag beim Ligakonkurrenten PT Prachuap FC, einem Verein, der ebenfalls in der Thai League spielt. Für Prachuap lief er 2019 13-mal auf. Von Juni 2019 bis Januar 2020 war er vertrags- und vereinslos. Im Februar 2020 unterschrieb er einen Vertrag beim Erstligaaufsteiger Police Tero FC in Bangkok. Für Police absolvierte er 2020 ein Erstligaspiel. Im Februar 2021 ging er nach Südkorea. Hier unterschrieb er in Asan einen Vertrag beim Chungnam Asan FC. Mit dem Fußballfranchise spielte er 15-mal in der zweiten Liga. Im Januar 2022 verpflichtete ihn Negeri Sembilan FA. Der Verein aus Malaysia spielte in der ersten Liga, der Malaysia Super League.